# Thu hải đường Ba Vì
Thu hải đường Ba Vì (danh pháp: Begonia baviensis) là một loài thực vật có hoa trong họ Thu hải đường. Loài này được Gagnep. miêu tả khoa học đầu tiên năm 1919.